# La Trilogie de Hurle
 (juillet 2022).
La mise en forme du texte ne suit pas les recommandations de Wikipédia : il faut le « wikifier ».
Les points d'amélioration suivants sont les cas les plus fréquents :
- Les titres sont pré-formatés par le logiciel. Ils ne sont ni en capitales, ni en gras.
- Le texte ne doit pas être écrit en capitales (les noms de famille non plus), ni en gras, ni en italique, ni en « petit »…
- Le gras n'est utilisé que pour surligner le titre de l'article dans l'introduction, une seule fois.
- L'italique est rarement utilisé : mots en langue étrangère, titres d'œuvres, noms de bateaux, etc.
- Les citations ne sont pas en italique mais en corps de texte normal. Elles sont entourées par des guillemets français : « et ».
- Les listes à puces sont à éviter, des paragraphes rédigés étant largement préférés. Les tableaux sont à réserver à la présentation de données structurées (résultats, etc.).
- Les appels de note de bas de page (petits chiffres en exposant, introduits par l'outil «  Source ») sont à placer entre la fin de phrase et le point final[comme ça].
- Les liens internes (vers d'autres articles de Wikipédia) sont à choisir avec parcimonie. Créez des liens vers des articles approfondissant le sujet. Les termes génériques sans rapport avec le sujet sont à éviter, ainsi que les répétitions de liens vers un même terme.
- Les liens externes sont à placer uniquement dans une section « Liens externes », à la fin de l'article. Ces liens sont à choisir avec parcimonie suivant les règles définies. Si un lien sert de source à l'article, son insertion dans le texte est à faire par les notes de bas de page.
- La présentation des références doit suivre les conventions bibliographiques. Il est recommandé d'utiliser les modèles {{Ouvrage}}, {{Chapitre}}, {{Article}}, {{Lien web}} et/ou {{Bibliographie}}. Le mode d'édition visuel peut mettre en forme automatiquement les références.
- Insérer une infobox (cadre d'informations à droite) n'est pas obligatoire pour parachever la mise en page.

Pour une aide détaillée, merci de consulter Aide:Wikification.
Si vous pensez que ces points ont été résolus, vous pouvez retirer ce bandeau et améliorer la mise en forme d'un autre article.

La Trilogie de Hurle est le nom donné à la série de romans de fantasy écrits par Diana Wynne Jones. Cette trilogie regroupe la traduction des trois romans par Alex Nikolavitch. La trilogie est publiée par les Ynnis éditions entre 2020 et 2021.

## Présentation
La trilogie se déroule dans un univers imaginaire et magique. Les trois romans se concentrent sur un personnage principal et ceux-ci se croisent à travers les romans.
Le premier roman, le château de Hurle, se déroule au pays d'Ingarie et centre son histoire autour de Sophie chapelier et du sorcier Hurle. Le deuxième roman, Le château des nuages, se concentre lui sur Abdallah qui vit à Zanzib, une ville située au sud d'Ingarie. Enfin, La Maison aux mille détours se concentre autour de Charmaine, jeune fille vivant à Norlanville en Haute-Norlandie.
Sophie, Hurle et Calcifer (démon de feu) sont les héros principaux du premier tome et ce sont eux qu'on retrouve dans tous les romans. Chaque personnage, à un moment, les rencontre et leur parle.

## Les lieux
- Ingarie : pays central de l'action dans les deux premiers romans. Ce pays contient plusieurs villes : Halle-neuve (Marché-au-copeaux), Magnecourt (Fort-Royal), Les Hauts de Méandre (Hauts-Méandres), Les Havres (Port-havre) (voir Le château de Hurle) et Zanzib (voir Le Château des nuages).
- Le Pays de Galles - voir Le Château de Hurle.
- Strangie : pays rival d'Ingarie (voir Le Château des nuages).
- Haute-Norlandie : pays central dans le dernier roman. Il contient Norlanville (voir La Maison aux mille détours).

## Les romans
1. Le château de Hurle (Howl's moving castle, 1986). 
 Première édition en français chez Le Pré aux clercs, 2002, trad. Anne Crichton. Deuxième édition chez Pocket Jeunesse, 2005, trad. Anne Crichton. Troisième édition chez Ynnis, 2020, trad. Alex Nikolavitch.
2. Le Château des nuages (Castle in the air, 1990). 
 Première édition en français chez Le Pré aux clercs, 2003, trad. Anne Crichton. Deuxième édition chez Ynnis, 2020, trad. Alex Nikolavitch.
3. La Maison aux mille détours (House of many ways, 2008). 
 Édition en français chez Ynnis, 2021, trad. Alex Nikolavitch.